# Ctenus racenisi
Ctenus racenisi är en spindelart som beskrevs av Lodovico di Caporiacco 1955. Ctenus racenisi ingår i släktet Ctenus och familjen Ctenidae.
Artens utbredningsområde är Venezuela. Inga underarter finns listade i Catalogue of Life.